# پنجره (فیلم ۱۳۴۹)
پنجره فیلمی ایرانی به نویسندگی و کارگردانی جلال مقدم محصول سال ۱۳۴۹ است. این فیلم اقتباسی آزاد از رمان تراژدی آمریکایی نوشته تئودور درایزر و بازسازی فیلم مکانی در آفتاب است. در سال ۱۳۷۱ فیلم یکبار برای همیشه و در سال ۱۳۷۸ فیلم تکیه بر باد نیز از روی این رمان اقتباس ساخته شده‌اند.

## داستان

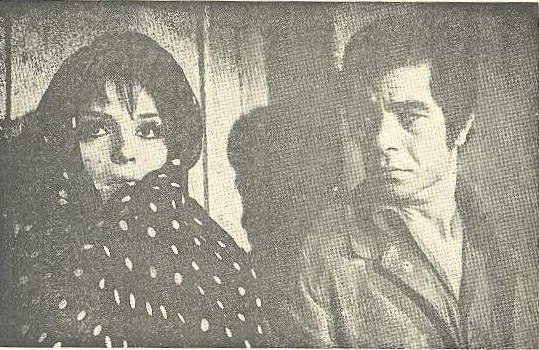
بهروز وثوقی و نوری کسرایی در نمایی از فیلم پنجره

سهراب سالاری (بهروز وثوقی) برای کار از آبادان به تهران می‌رود و در کارخانهٔ عمویش مصطفی سالاری (محسن مهدوی) مشغول می‌شود. سهراب با دختری به نام ترانه (نوری کسرایی) آشنا می‌شود. ترانه آبستن است. سرپرست ترانه، اصغر ژیلا (حسن رضیانی) با نقشه سعی دارد سهراب را به عنوان پدر بچه جا بزند تا مخارج وضع حمل ترانه به گردن سهراب بیفتد. سهراب به دختر دوست خانوادگی عمویش (گوگوش) علاقه پیدا می‌کند ولی ترانه مزاحم آنها است. سهراب و ترانه در قایق با هم مشاجره می‌کنند و قایق واژگون شده و ترانه در آب غرق می‌شود. پلیس سهراب را به عنوان قاتل دستگیر می‌کند ولی بالاخره سهراب آزاد می‌گردد اما بعد از آزادی، همگی سهراب را از خود می‌رانند.

## بازیگران
- بهروز وثوقی
- گوگوش
- فرخ ساجدی
- نوری کسرایی
- حسن رضیانی
- محسن مهدوی
- ژاله علو
- توران مهرزاد
- جهانگیر فروهر

## اکران
این فیلم برای بار اول در ۱۶ دی ۱۳۴۹ در سینماهای مولن روژ، دیانا، مهتاب، رکس، شهوند، نپتون، لیدو، رنگین کمان، ژاله، هما، اسکار، پاسارگاد، توسکا، چرخ و فلک، اورانوس و فیروزه به اکران درآمد.

## موسیقی متن
موسیقی متن فیلم ساختهٔ اسفندیار منفردزاده است. در قسمتی از فیلم ترانه‌ای از عماد رام با سروده‌ای از شهیار قنبری نیز گذاشته شده‌است.